# Botetourt County
Botetourt County är ett administrativt område i delstaten Virginia, USA, med 33 148 invånare. Den administrativa huvudorten (county seat) är Fincastle. 

## Geografi
Enligt United States Census Bureau så har countyt en total area på 1 414 km². 1 405 km² av den arean är land och 8 km² är vatten.  

### Angränsande countyn
- Roanoke County, Virginia - sydväst
- Craig County, Virginia - väst
- Alleghany County, Virginia - nordväst
- Rockbridge County, Virginia - nordost
- Bedford County, Virginia - sydost